# Volkswagen Type 3
La Volkswagen Type 3, appelée « VW 1500 / 1600 Type 3 » en France, est un modèle d'automobile lancé par Volkswagen en 1961 afin d'élargir son offre en plus de la Coccinelle et du Combi (Type 2). Entièrement nouvelle, cette petite familiale du style ponton a quand même beaucoup de similitudes avec la Coccinelle (moteur refroidi par air, placé à l'arrière, carrosserie deux portes, etc.).

## Description

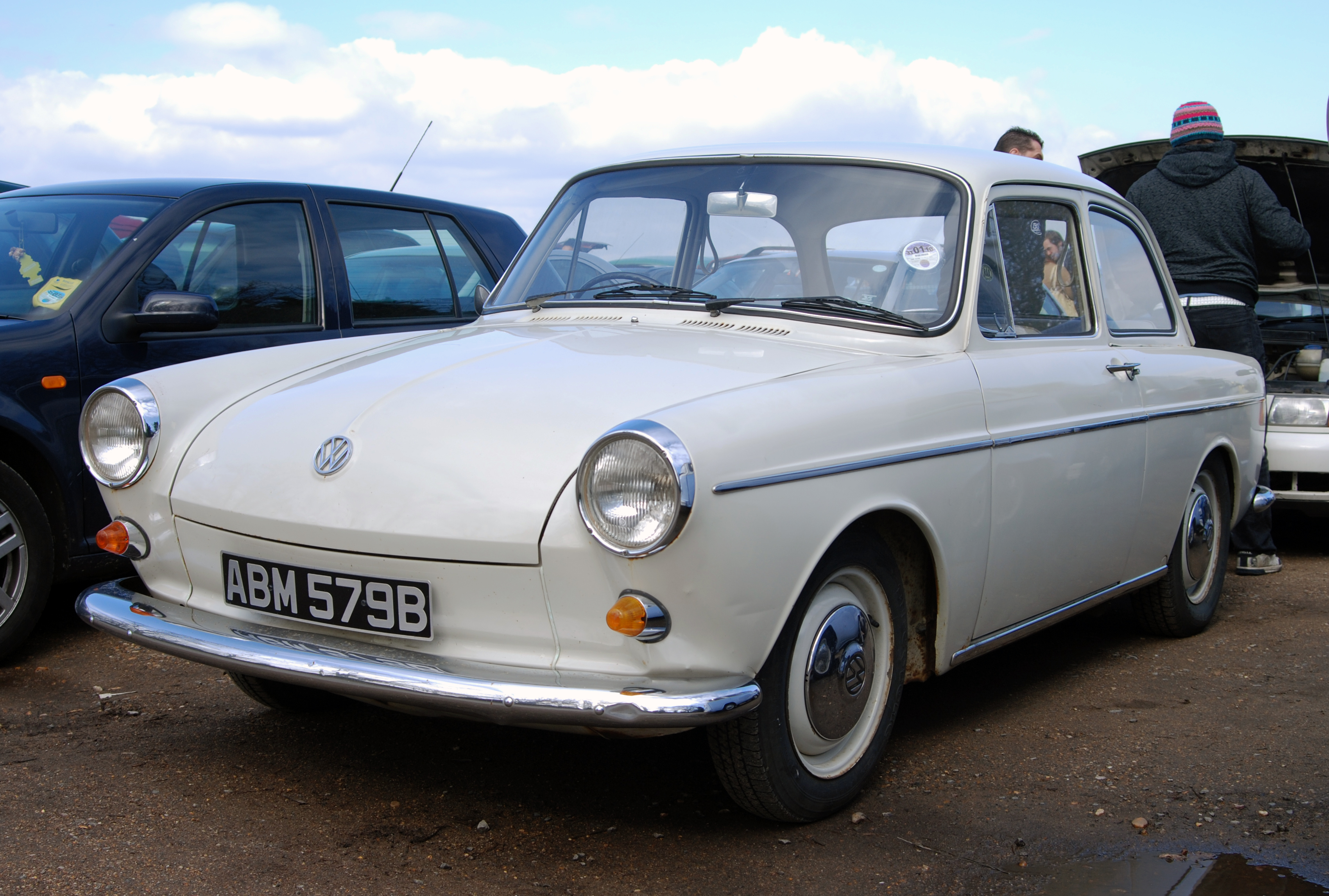
VW 1500 Type 3 « Notchback ».

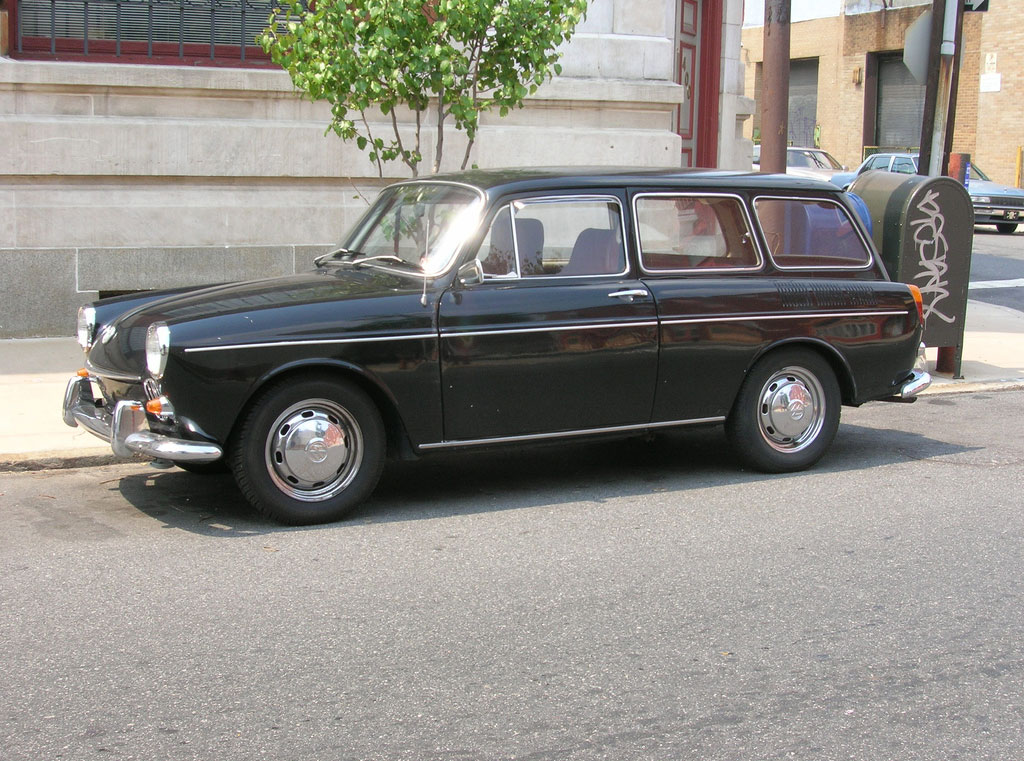
VW 1600 Type 3 « Variant ».

Le constructeur allemand présente au salon de l'automobile de Francfort (IAA) de 1961 cette voiture appelée « VW 1500 » et les livraisons commencent le 7 septembre de la même année. Ses principales concurrentes sont la Ford Taunus P3, l'Opel Rekord P2, la Fiat 1500, la Lancia Flavia, la Peugeot 404 et la Volvo Amazon.
La première carrosserie disponible est le « Notchback », soit un coach (berline à deux portes). L'année suivante apparaît le modèle « Variant » qui est une version break, avec hayon, toujours en deux portes, qui a connu un bon succès.
Plus tard, avec l'évolution de la motorisation, elle devient la « VW 1600 Type 3 ». En août 1965, une version coupé est disponible sous l'appellation « Fastback ». La Type 3 connut un profond changement au niveau du style en août 1969.
La fabrication a pris fin en juillet 1973, après près de 2,6 millions exemplaires produits, lorsque la première génération de la Volkswagen Passat est lancée. 
Sa dénomination de « Type 3 » provient de la numérotation chronologique des premiers véhicules Volkswagen :
- Type 1 : Coccinelle et dérivés (à partir de 1938) ;
- Type 2 : utilitaires et dérivés (à partir de 1950) ;
- Type 4 : modèle suppléant la Type 3 produite en berline 4 portes (à partir de 1968).

## Les versions brésiliennes

### Histoire
Dans la seconde moitié des années 1950, Volkswagen était dans une sérieuse impasse. La Coccinelle, un projet des années 1930 voulu par Adolf Hitler, se vendait encore bien mais la marque allemande n'avait aucun autre modèle à proposer à ses clients.
L'usine de Wolfsburg commence (enfin) à étudier de nouveaux modèles en 1957. L'un des prototypes construits était le projet EA 97, une petite berline à trois volumes avec deux portes. C'était une façon habile de profiter de l'antique mécanique traditionnelle de la Coccinelle, le bruyant moteur de 1.200 cm3 à refroidissement par air, mais habillée d'une carrosserie au style moderne (pour les standards allemands de l'époque), mais surtout plus spacieuse.
Il y avait même une prédiction que la famille EA 97 se développerait, gagnant des versions cabriolet, break et fastback. 200 exemplaires de pré-série ont été construits. Si le modèle séduisait le public, il pourrait même remplacer la Coccinelle au fil des ans... Le projet fut très rapidement abandonné en Allemagne mais fut recyclé au Brésil.

#### Volkswagen 1600 Berline
La Volkswagen 1600 a été, avec la Coccinelle et le Combi, la gamme qui assurait l'hégémonie de la marque allemande sur le marché brésilien jusqu'à l'arrivée de la Passat en 1974 et d'un nouveau concurrent redoutable qui allait révolutionner le marché, Fiat Automoveïs avec son modèle Fiat 147, la première voiture au monde à fonctionner indifféremment à l'essence traditionnelle et à l'alcool de canne. Tous les modèles Volkswagen reposaient sur l'antique plate-forme mécanique de la Coccinelle et étaient équipés de moteurs placés à l'arrière et refroidis par air. 

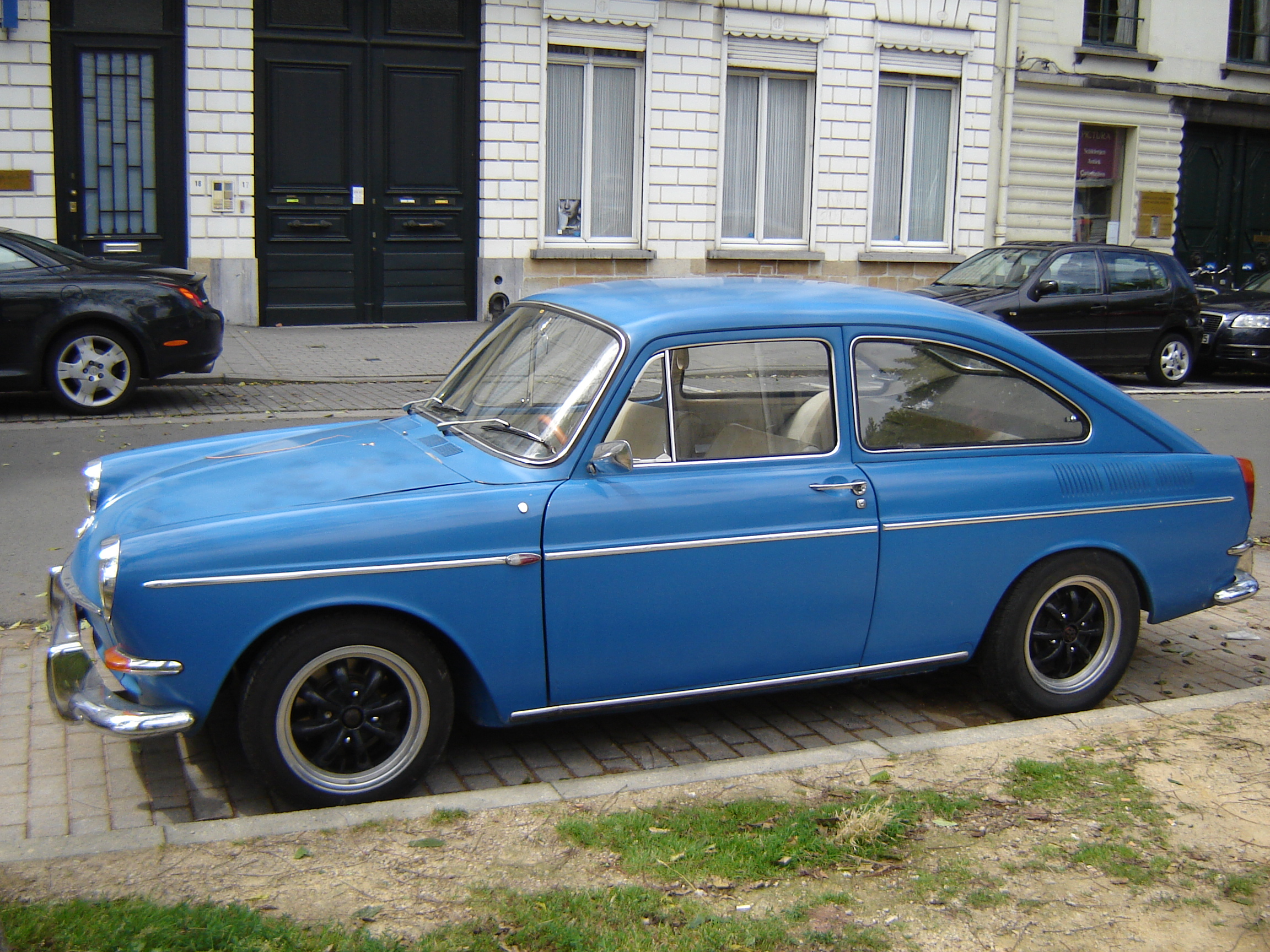
Volkswagen 1600 brésilienne.

La VW 1600, présentée en 1968, était un modèle disponible en version berline 2 et 4 portes avec hayon et break, dérivé de la Type 3 allemande, plus précisément du prototype de la variante EA97 qui n'a jamais vu le jour en Allemagne. Produite uniquement au Brésil, la VW 1600 était équipée du très bruyant moteur boxer 4 cylindres anémique, refroidi par air de 1.600 cm3, installé à l'arrière et toujours très gourmand en carburant. L'avant, unique au monde, a disposé de phares rectangulaires jusqu'en 1970, date à laquelle ils furent remplacés par des doubles phares ronds.
Le marketing de l'usine a axé ses campagnes publicitaires sur la beauté de la voiture, soulignant ses formes agréables mais, la voiture n'a connu qu'un succès très limité, bien qu'assez populaire auprès des chauffeurs de taxi. Ses formes lui ont valu le curieux surnom de « Zé do Caixão », peut-être à cause de sa ressemblance avec un cercueil. Un autre surnom curieux, plus connu dans le sud du pays, était "distributeur de savon". La production a été arrêtée en 1971.

#### Volkswagen 1600 Variant

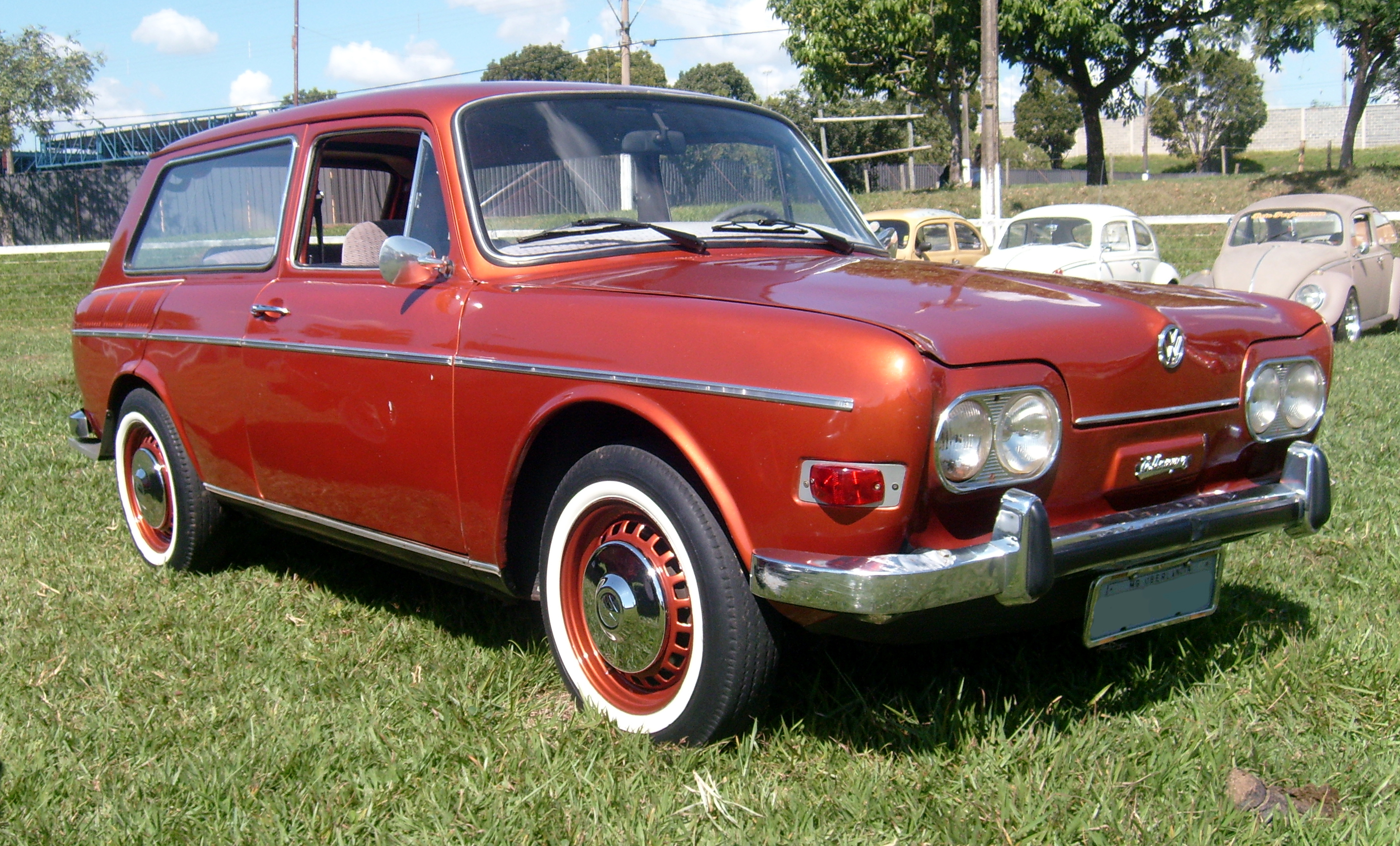
Version break - Volkswagen 1600 Variant

Les lignes de la berline 1600 ("Zé do caixão") n'ont pas été bénéfiques pour Volkswagen do Brasil qui a voulu corriger le tir en lançant, dès 1969, pour la première fois une variante break (station wagon) avec quelques retouches pour rendre la voiture plus appétissante, en reprenant quelques canons de style européen. 

#### Volkswagen 1600 TL
En 1970, pour essayer de relancer sa berline 1600, après avoir présenté la variante Station Wagon (Variant) en 1969, la remplaçante de la malheureuse berline 1600, lance la 1600 TL 3 portes "deux et demi" ou fastback avec toujours le même ancien moteur horizontal refroidi par air bruyant et très gourmand. Comme la berline 1600 et la Variant, l'intérieur de la 1600 TL conservait un niveau de finition assez spartiate. Pour remédier au rejet de ce modèle par la clientèle brésilienne, le constructeur allemand retouche la face en 1971, en l'inclinant pour l'affiner. Malgré le surnom de "tête de poisson-chat", le nouveau design a été un peu mieux accepté ce qui a incité VW à lancer une version berline 1600 TL 4 portes pour séduire les chauffeurs de taxi. Faute d'autre nouveau modèle, il a été désigné "Voiture de l'année 1971" au Brésil par la revue "Autoesporte".
Cependant, malgré le succès artificiel de la marque sur le marché brésilien essentiellement dû à l'absence de concurrents (VW dominait environ 70% du marché brésilien depuis une décennie), l'âge du projet commençait à peser lourd. Le modèle de base allemand datait de 1961. Volkswagen, qui éprouvait déjà de sérieuses difficultés à l'étranger avec ses modèles refroidis par air à l'arrière des véhicules, décida, en 1974, d'introduire au Brésil la Passat qui remplaça avantageusement la 1600 TL, retirée des chaînes en tout début d'année 1975. Les derniers exemplaires restés en stock d'invendus ont été commercialisés jusqu'en 1977. 

#### La Variant II
Le constructeur allemand, qui avait connu un cuisant échec avec la 1600, la 1600 TL et la Variant I, s'était décidé à lancer la Passat au Brésil, une berline traction avant moderne, mais se refusa à commercialiser la version SW. Il inventa une nouvelle version de la 1600 Variant baptisée Variant II lancée en 1977, un modèle exclusivement brésilien qui n'est resté que trois ans sur le marché, mais a été considéré comme le dérivé le plus évolué de la Coccinelle. 
La Variant II a bénéficié d'une suspension moderne utilisant le système Mc Pherson,  remplaçant la traditionnelle suspension à barres de torsion, tressautante et assurant un comportement flou. A l'arrière, les barres de torsion ont été conservées, mais la géométrie a complètement changé, abandonnant le vieil essieu semi-oscillant.
La Variant II a bénéficié d'une augmentation de son empattement de 9,5 centimètres sans pour autant pénaliser sa longueur, qui n'augmenta que de 1,5 centimètre par rapport à la Variant de première génération, alors qu'en raison des porte-à-faux plus courts, des  surfaces vitrées plus grandes et de ses lignes anguleuses typiques de l'époque, inspirées des Brasília et Passat, la "nouvelle" Variant semblait plus grande.
Codifiée en interne comme le modèle "301", la Variant II était un projet entièrement développé par l'équipe d'ingénierie brésilienne. Lancée en septembre 1977, comme MY 1978, elle a été surnommée « Variantão », recevant même le surnom malveillant de « Sapatão » (gouine) en raison de sa similitude avec la Brasilia.